# Anfíbol
Los anfíboles son un conjunto de minerales del grupo inosilicatos que forman cristales en forma de prismas o agujas.  Están compuestos de una cadenas dobles del tetrahedro de SiO
4, enlazadas por los vértices. El anfíbol generalmente contiene iones de hierro o magnesio en su estructura. La Asociación Mineralógica Internacional ocupa el símbolo "Amp" para el anfíbol, y lo considera un supergrupo de minerales que alberga dos grupos y varios subgrupos. El anfíbol puede ser verde, negro, incoloro, blanco, amarillo, azul o marrón. 
El nombre de anfíbol deriva del griego ἀμφίβολος - amphíbolos, que significa ambiguo, en alusión a las variedades cambiantes, en composición y apariencia, que presentan estos minerales.

## Estructura química
Químicamente son metasilicatos de calcio, magnesio y hierro. La unidad estructural fundamental de los anfíboles es el tetraedro de silicio y oxígeno (SiO4) enlazado en forma de largas cadenas dobles. La fórmula química de cada mineral anfíbol es el resultado de sustituciones metálicas en la doble cadena: RSi4O11.

## Características
Los minerales más comunes en las rocas metamórficas y plutónicas básicas son las hornblendas y la actinolita. Son los minerales fundamentales de las rocas magmáticas, y un componente esencial de la anfibolita. Tienen color negro o verde oscuro y su aspecto es vítreo o lechoso, en sección delgada presenta relieve moderado, leve pleocroísmo, colores de interferencia bajos y en sección basal presenta ángulos de clivaje de 124° y 56° como característica distintiva.

## Minerales anfíboles
Se distinguen multitud de especies y variedades, algunas de las más importantes podemos agruparlas en cuatro subgrupos:

### Clinoanfíboles de Mg-Mn-Fe-Li
| Nombre del mineral              | Fórmula química              |
| ------------------------------- | ---------------------------- |
| Clinoferroholmquistita          | Li2[(Fe2+)3Al2]Si8O22(OH,F)2 |
| Cummingtonita o Antholita       | Mg7Si8O22(OH)2               |
| Grunerita                       | (Fe2+)7Si8O22(OH)2           |
| Manganocummingtonita o Tirodita | ()Mn2Mg5Si8O22(OH)2          |
| Manganogrunerita                | ()Mn2(Fe2+)5Si8O22(OH)2      |

### Clinoanfíboles de Calcio
| Nombre del mineral                       | Fórmula química                       |
| ---------------------------------------- | ------------------------------------- |
| Actinolita                               | Ca2(Mg, Fe2+)5Si8O22(OH)2             |
| Barroisita                               | ()NaCa[Mg3(Al, Fe3+)2](Si7Al)O22(OH)2 |
| Cannilloita                              | CaCa2(Mg4Al)(Si5Al3)O22(OH)2          |
| Edenita                                  | NaCa2Mg5(Si7Al)O22(OH)2               |
| Ferroactinolita                          | ()Ca2(Fe2+)5Si8O22(OH)2               |
| Ferroedenita                             | NaCa2(Fe2+)5(Si7Al)O22(OH)2           |
| Ferritschermakita                        | Ca2[Mg3(Fe3+)2](Si6Al2)O22(OH)2       |
| Ferrobarroisita                          | ()NaCa[(Fe2+)3AlFe3+](Si7Al)O22(OH)2  |
| Ferrohornblenda                          | ()Ca2[(Fe2+)4Al](Si7Al)O22(OH)2       |
| Ferrokaersutita                          | NaCa2[(Fe2+)4Ti4+](Si6Al2)O23(OH)     |
| Ferropargasita                           | NaCa2[(Fe2+)4Al](Si6Al2)O22(OH)2      |
| Ferrorichterita                          | Na2Ca(Fe2+)5Si8O22(OH)2               |
| Ferrotschermakita                        | ()Ca2[(Fe2+)3AlFe3+](Si6Al2)O22(OH)2  |
| Ferrowinchita                            | ()NaCa[(Fe2+)4Al]Si8O22(OH)2          |
| Fluorocannilloita                        | CaCa2(Mg4Al)(Si5Al3)8O22F2            |
| Fluoroedenita                            | NaCa2Mg5(Si7Al)O22F2                  |
| Fluoropotasicrichterita                  | KNaCaMg5Si8O22F2                      |
| Hastingsita                              | NaCa2[(Fe2+)4Fe3+](Si6Al2)O22(OH)2    |
| Kaersutita                               | NaCa2(Mg4AlTi4+)(Si6Al2)O22O2         |
| Catoforita                               | Na2Ca[(Fe2+)4Al](Si7Al)O22(OH)2       |
| Magnesiohastingsita o Tibergita          | NaCa2(Mg4Fe3+)(Si6Al2)O22(OH)2        |
| Magnesiohornblenda                       | ()Ca2[Mg4(Al, Fe3+)](Si7Al)O22(OH)2   |
| Magnesiokatophorita                      | NaNaCa(Mg4Al)(Si7Al)O22(OH)2          |
| Magnesiosadanagaita                      | NaCa2[Mg3(Fe3+, Al)2](Si5Al3)O22(OH)2 |
| Magnesiotaramita                         | NaNaCa(Mg3AlFe3+)(Si6Al2)O22(OH)2     |
| Pargasita                                | NaCa2(Mg4Al)(Si6Al2)O22(OH)2          |
| Parvo-manganotremolita                   | ()(CaMn)Mg5Si8O22(OH)2                |
| Potásico-Ferrisadanagaita                | KCa2[(Fe2+)3(Fe3+)2](Si5Al3)O22(OH)2  |
| Potassicpargasita                        | KCa2(Mg4Al)(Si6Al2)O22(OH)2           |
| Richterita o Isabellita                  | Na(CaNa)Mg5Si8O22(OH)2                |
| Taramita                                 | Na2Ca(Fe2+)3AlFe3+(Si6Al2)O22(OH)2    |
| Tremolita, Calamita, Peponita o Sebesita | ()Ca2Mg5Si8O22(OH)2                   |
| Tschermakita                             | Ca2(Mg3AlFe3+)(Si6Al2)O22(OH)2        |
| Eckrita o Winchita                       | ()NaCa[Mg4Al]Si8O22(OH)2              |

### Clinoanfíboles de Sodio
| Nombre del mineral | Fórmula química                      |
| ------------------ | ------------------------------------ |
| Aluminotaramita    | Na2Ca(Fe2+)3Al2(Si6Al2)O22(OH)2      |
| IMA2007-015        | K(Ca, Na)(Fe2+3Al2)((OH)2-Si6Al2O22) |
| Glaucofana         | Na2(Mg, Fe2+)3Al2Si8O22(OH)2         |
| Crossita           | Na2(Mg, Fe2+)3(Al, Fe3+)2Si8O22(OH)2 |
| Riebeckita         | Na2Fe2+3Fe3+2Si8O22(OH)2             |

### Ortoanfíboles de Mg-Fe-Mn-Li
| Nombre del mineral            | Fórmula química              |
| ----------------------------- | ---------------------------- |
| Antofilita                    | ()Mg7Si8O22(OH)2             |
| Ferroantofilita               | ()(Fe2+)7Si8O22(OH)2         |
| Ferrogedrita                  | ()(Fe2+)5Al2(Si6Al2)O22(OH)2 |
| Gedrita o Bidalotita          | ()Mg5Al2(Si6Al2)O22(OH)2     |
| Holmquistita                  | Li2(Mg3Al2)Si8O22(OH)2       |
| Protoferro-antofilita         | (Fe2+)7Si8O22(OH)2           |
| Protomangano-ferro-antofilita | (Mn2+)2(Fe2+)5Si8O22(OH)2    |
| Sódico-ferro-antofilita       | Na(Fe2+)7(Si7Al)O22(OH)2     |
| Sódico-ferro-gedrita          | Na(Fe2+)5Al2(Si5Al3)O22(OH)2 |
| Sodicantofilita               | NaMg7(Si7Al)O22(OH)2         |
| Sodicgedrita                  | NaMg6Al(Si6Al2)O22(OH)2      |
- Antofilita (Mg, Fe)7Si8O22(OH)2
- Tremolita Ca2Mg5Si8O22(OH)2
- Actinolita Ca2(Mg, Fe)5Si8O22(OH)2
- Cummingtonita Fe2Mg5Si8O22(OH)2
- Grunerita Fe7Si8O22(OH)2
- Hornblenda Ca2(Mg, Fe, Al)5(Al, Si)8O22(OH)2
- Glaucofana Na2(Mg, Fe)3Al2Si8O22(OH)2
- Riebeckita Na2Fe2+3Fe3+2Si8O22(OH)2
- Arfvedsonita Na3Fe2+4Fe3+Si8O22(OH)2
- Crocidolita Na2Fe2+3Fe3+2Si8O22(OH)2
- Richterita Na2Ca(Mg, Fe)5Si8O22(OH)2
- Pargasita NaCa2Mg3Fe2+Si6Al3O22(OH)2